# Quang hóa học
Quang hóa học, quang hóa là phân ngành hóa học quan tâm đến những hiệu ứng hóa học của ánh sáng. Về mặt tổng quan, thuật ngữ này được sử dụng để mô tả một phản ứng hóa học gây ra bởi sự hấp thụ tia tử ngoại (bước sóng từ 100 đến 400 nm), ánh sáng khả kiến (400 – 750 nm) hoặc bức xạ hồng ngoại (750 – 2500 nm).
Trong tự nhiên, quang hóa có một vai trò rất to lớn, nó là cơ sở cho quang tổng hợp, thị giác, và sự tạo thành vitamin D với ánh sáng Mặt Trời. Các phản ứng quang hóa diễn ra khác với các phản ứng nhờ nhiệt độ. Con đường quang hóa đạt đến mức năng lượng cao ngay lập tức mà không thể được tạo ra bởi nhiệt, do đó có thể vượt qua rào cản năng lượng hoạt hóa trong khoảng thời gian ngắn.